# نیوبوی
نیوبوی (به عربی: نيوبوي‎‎) یک شرکت خانوادگی مستقر در دبی، امارات متحده عربی است. این شرکت دارای انحصار فولا (عروسک) بوده که پرفروش‌ترین اسباب‌بازی در جهان عرب است. نیوبوی در سال ۱۹۹۹ تأسیس شد و مشغول به بازاریابی و توزیع اسباب بازی، مواد غذایی، لوازم التحریر، مهد کودک و لوازم بهداشتی در مناطق خاورمیانه، شمال آفریقا و با تمرکز بر عربستان سعودی است. این شرکت همچنین دارای بازارهایی در اروپا، کره (کشور)، آمریکا، هند و اندونزی می‌باشد.